# Pim Jacobs

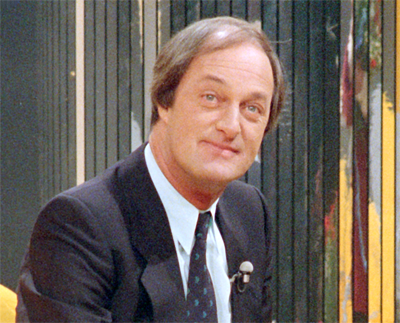
Pim Jacobs 1985

Willem Bernard „Pim“ Jacobs (* 29. Oktober 1934 in Hilversum; † 3. Juli 1996 in Tienhoven) war ein niederländischer Pianist, Arrangeur und Komponist des Modern Jazz und des Mainstream Jazz, der über lange Jahre mit seinem Trio Begleiter seiner Ehefrau, der Sängerin Rita Reys war.

## Leben und Wirken
Jacobs war in den 1950er und 1960er Jahren neben Rob Madna, Cees Slinger, Louis van Dijk (und später Rein de Graaff) der bekannteste Pianist des niederländischen Modern Jazz. Er begann 1940 Klavier zu lernen, gewann einen Jazz-Wettbewerb von AVRO und gründete 1954 mit seinem Bruder Ruud Jacobs (Bass) und Fred Burkhardt (Schlagzeug) ein eigenes Trio. In den 1950er Jahren spielte er im Trio von Wessel Ilcken (Schlagzeug, Aufnahme 1957 bei Philips) und machte nach dessen Tod ein eigenes Trio auf, mit dem er unter anderem seine Frau Rita Reys begleitete (England-Tournee 1957, Festival von Juan le Pins/Antibes 1960), die er 1960 heiratete und mit der er schon 1957 aufnahm (Philips, CBS). Mitglieder des „Pim Jacobs Trio“ waren sein Bruder Ruud Jacob sowie der Gitarrist Wim Overgaauw und später der Schlagzeuger Cees See (dem Peter Ypma folgte).
Jacobs begleitete mit Trio unter anderem Stan Getz, Lucky Thompson, Donald Byrd, Julian Adderley, Herbie Mann (1956 Aufnahmen bei Philips), Johnny Griffin, Bud Shank, Dusko Goykovich, Stephane Grappelli, Bob Cooper (1957 Aufnahmen bei HMV) und Tony Scott. Jacobs veröffentlichte zahlreiche Alben.
Er komponierte viel für Filme, TV und die Werbung. 1958 lieferte er den Soundtrack für den Kurzfilm "Glas" von Bert Haanstra, der 1960 einen Oscar als bester Dokumentar-Kurzfilm erhielt. 1966 trat er auf dem Berliner Jazzfestival auf und in Lugano und Palermo, 1968 in Zagreb und 1969 in New Orleans und auch häufig in Osteuropa (1963 Warschau, 1964 Prag, 1964/65 Budapest). 1967 gründete er einen eigenen Go Go Club in Loosdrecht.
Ab 1986 gab er regelmäßig mit Louis van Dijk und Pieter van Vollenhoven unter dem Namen „Gevleugelde vrienden“ Wohltätigkeitskonzerte. Er war in den Niederlanden auch als TV-Moderator bekannt; er moderierte die Musiksendung „Music All In“ (ab 1967), Djez zien (ab 1964) und die Spielsendungen „Wie van de drie“ und „Babbelonie“.
2004 gab Rita Reys die CD „Beautiful Love - A tribute to Pim Jacobs“ in Erinnerung an ihn heraus.
Nach Pim Jacobs ist das Theater- und Kongresszentrum in Maarssen benannt, das von Leila Jacobs, der Tochter von Rita Reys und ihm, geleitet wurde.

## Diskografie
| Jahr | Titel                                                | Höchstplatzierung, Gesamtwochen, AuszeichnungChartsChartplatzierungen (Jahr, Titel, Platzierungen, Wochen, Auszeichnungen, Anmerkungen) | Anmerkungen                                                                                  |
| Jahr | Titel                                                | NL | Anmerkungen                                                                                  |
| ---- | ---------------------------------------------------- | --- | -------------------------------------------------------------------------------------------- |
| 1974 | Music All In                                         | NL4 (7 Wo.)NL | mit Rogier van Otterloo                                                                      |
| 1987 | Gevleugelde vrienden - de mooiste Gershwin melodieën | NL74 (1 Wo.)NL | mit Pieter van Vollenhoven, Louis van Dijk, Laurens van Rooyen, Orkest o.l.v. Harry van Hoof |
| 1991 | Play - 4 CD Collection                               | NL77 (3 Wo.)NL | mit Louis van Dijk                                                                           |